# 黎海珊
黎海珊（1968年5月15日—），前香港無綫電視、亞洲電視及電影女藝人，前商業電台、新城電台及D100唱片騎師。在1990年代中期間參與很多無綫電視劇集。現淡出娛樂圈，現職香港演藝學院學生招募拓展處主管。

## 背景
黎海珊有一名胞弟，父親黎永年是前李陞大坑學校校長兼前觀塘區議會月華選區議員（本為一名數學科和體育科老師），母親則曾任教於香港扶幼會盛德中心學校。她早年就讀嘉諾撒聖瑪利學校及嘉諾撒聖瑪利書院。中學畢業後基於對戲劇活動感興趣而報讀香港演藝學院，並於1989年取得表演系深造文憑。她當年的同期同學計有陳國邦、呂頌賢、莫家堯、龐秋雁、謝君豪、黃真真等人。課餘時間會到上環中海聯大酒樓當兼職傳菜員。後來她先後效力無綫電視和亞洲電視，又參與了政府教育電視的拍攝工作，同期還涉足電影界。
亮相幕前之餘，黎海珊同時自1996年左右開始在商業一台主持廣播節目如「開心看天下」及「大無畏」（與顏聯武一同加入該台）。離開電視界未幾便繼續發展其唱片騎師事業，曾加入新城知訊台和網台D100（2013年往後主持 D100 基督教節目「恩典時刻．風聞有你」）。其中她於2001年由於新城電台改組而被調任電台廣播劇團團長，負責撰寫劇本、配樂、邀約歌星錄音等工作。另一方面主持有線電視節目「肥媽一家人」。2007年在新城電台要調整總體發展策略及廣播節目內容的情況下，她成為30多位被裁走的員工之一。至2004年，黎海珊淡出娛樂圈，並分別任職電影公司及主題樂園主管，直到2000年代末轉向從事教育行政工作。其時有記者採訪她被迫離職後的去向，她有意向教育及電影方面發展的回應碰巧被在場的時任公開大學專業進修學院院長呂汝漢聽到。結果她應邀擔任香港公開大學李嘉誠專業進修學院高級課程經理及學部主管。2014年至2018年入職香港城市大學人文社會科學院，負責推廣大學品牌事宜。而後於2018年10月任職香港演藝學院學生招募拓展處主管至今。另外，喜歡讀書的她先於2009年完成香港浸信會神學院基督教研究文學碩士課程（主修傳播學），再在2016年取得香港中文大學文化管理碩士學位。
現時，黎海珊回歸新城電台，主持「晨「希」．Good Day」（從2013年8月起應朱明銳之邀回巢）。

## 個人生活
黎海珊入行初期曾與呂頌賢交往。她曾於1993年跟同為唱片騎師的鄭啟泰結婚，然而婚姻關係只維持至1998年，便因男方發展婚外情而告終。此外，黎海珊於1996年受洗成為基督徒。

## 演出作品
*以下列表只記錄黎海珊演出過的劇集和電影作品，若有遺漏，請協助補充相關資料。

### 電視劇（無綫電視）
| 首播   | 節目名稱             | 角色     | 備註         |
| 1987年 | 實況劇場：傳呼機故事 | 林毓芬   |              |
| 1989年 | 他來自江湖           |          |              |
| 1989年 | 公私三文治           | Maggie   |              |
| 1990年 | 成功路上             |          |              |
| 1990年 | 同居三人組           | 吳玉珠   |              |
| 1991年 | 卡拉屋企             | 黃菲     | 播映至1992年 |
| 1991年 | 男人勿近             | 湯芷雅   |              |
| 1991年 | 閉門一家千           | 阮美好   |              |
| 1991年 | 拳王賭至尊           | 林素貞   |              |
| 1993年 | 雌雄大老千           | 梁雙妃   |              |
| 1993年 | 驚心都市             | Cat      |              |
| 1993年 | 猛料差館             |          |              |
| 1995年 | 刑事偵緝檔案         |          |              |
| 1996年 | 孽吻                 | 司徒錦如 |              |

### 電視電影（無綫電視）
- 1992年：群星會

### 電影
- 1990年：安樂戰場
- 1992年：草莽英雌
- 1992年：油尖少爺
- 1992年：逃學外傳
- 1992年：羔羊醫生
- 1992年：辣手神探
- 1993年：一屋哨牙鬼
- 1993年：的士判官
- 1994年：戀愛的天空
- 1995年：街坊差人 飾 劉之女友
- 1995年：新房客
- 1999年：陰陽路五之一見發財
- 2003年：絕種鐵金剛 飾 葉太太
- 2004年：這個阿爸真爆炸 飾 學彈鋼琴的學生
- 2006年：最愛女人購物狂 飾 食肆收銀員
- 2007年：愛裏沒有懼怕之恐懼森林
- 2008年：內衣少女 飾 阿姨

### 綜藝節目（無綫電視）
- 1989年至1990年：香港倒後鏡（主持）
- 婦女新姿
- K100（主持）
- 1990年代初：歡樂今宵（主持）
- 1991年：I.Q.遊樂場（主持）
- 1991年：公益金輝慈善夜
- 1993年：寰宇風情（以色列特輯，主持）

### 綜藝節目（亞洲電視）
- 亞洲先生競選

### 其他節目
- 1990年：小四社會科教育電視（香港教育電視）（節目（第二輯）中，前歌手傅振榮飾演經理，她飾演女秘書，他們透過閒談講述1990年代香港社會發展。香港面面觀 （页面存档备份，存于））
- 2000年：神光2000（與譚得志一同主持）
- 2001年：肥媽一家人（有線電視）

## 舞台劇作品
- 2018年：《唯獨您是王2》（監製）[9]

## 外部連結
- 黎海珊在香港影庫上的簡介
- 黎海珊的Instagram帳戶